# Hewitt Glacier
Hewitt Glacier är en glaciär i Antarktis. Den ligger i Östantarktis. Nya Zeeland gör anspråk på området. Hewitt Glacier ligger 80 meter över havet.
Terrängen runt Hewitt Glacier är varierad.  Trakten är obefolkad. Det finns inga samhällen i närheten.